# Steve Christoff
Steven Mark Christoff (* 23. ledna 1958, Richfield, Minnesota, USA) je bývalý americký hokejový útočník, který odehrál 248 utkání v NHL.

## Reprezentace
Byl vybrán trenérem Herbem Brooksem do reprezentace pro mistrovství světa 1979 v SSSR (7. místo). Brooks jej zařadil i do výběru, který se po celý úvod ročníku 1979/80 připravoval na olympijský turnaj v Lake Placid 1980. V rámci přípravy odehrál 57 utkání, ve kterých si připsal 61 bodů za 35 branek a 26 asistencí. Na samotném turnaji Američané získali zlaté medaile, hlavně díky šokujícímu vítězství nad SSSR (Zázrak na ledě).
Reprezentoval i na Kanadském poháru 1981 (semifinále).

### Reprezentační statistiky
| 1979 | USA | MS | 8 | 3 | 2 | 5 | 4 |
| 1980 | USA | OH | 7 | 2 | 1 | 3 | 6 |
| 1981 | USA | KP | 6 | 1 | 5 | 6 | 4 |

## Kariéra
Do roku 1976 hrál za mládežnické celky z rodného města Richfield, pak začal nastupovat za celek minnesotské univerzity, který vedl budoucí reprezentační trenér Herb Brooks. V dresu tohoto týmu strávil tři sezony. V letech 1978 a 1979 získal mistrovský titul, v roce 1978 byl navíc zařazen do druhého All star týmu NCAA a o rok později do prvního.
V roce 1978 jej draftoval do NHL klub Minnesota North Stars. Po olympijském turnaji v Lake Placid (viz výše) se právě k tomuto klubu přidal. Dres Minnesoty oblékal do roku 1982 a zahrál si za ní i finále Stanley Cupu v sezoně 1980/81, kde se ale radoval soupeř - New York Islanders. V roce 1982 byl vyměněn do Calgary Flames, kde odehrál ročník 1982/83. Po něm byl vyměněn zpět do Minnesoty, která jej v jiné transakci postoupila celku Los Angeles Kings. Za Kings odehrál sezonu 1983/84, po té se rozhodl ve věku 26 let pro konec kariéry.

## Klubové statistiky
| Sezona     | Klub                  | Soutěž     | Základní část | Základní část | Základní část | Základní část | Základní část | Play off | Play off | Play off | Play off | Play off |
| Sezona     | Klub                  | Soutěž     | Z             | G             | A             | B             | TM            | Z        | G        | A        | B        | TM       |
| ---------- | --------------------- | ---------- | ------------- | ------------- | ------------- | ------------- | ------------- | -------- | -------- | -------- | -------- | -------- |
| 1976/77    | Univerzita Minnesota  | NCAA       | 36            | 7             | 9             | 16            | 20            | —        | —        | —        | —        | —        |
| 1977/78    | Univerzita Minnesota  | NCAA       | 38            | 32            | 34            | 66            | 18            | —        | —        | —        | —        | —        |
| 1978/79    | Univerzita Minnesota  | NCAA       | 43            | 38            | 39            | 77            | 50            | —        | —        | —        | —        | —        |
| 1979/80    | Minnesota North Stars | NHL        | 20            | 8             | 7             | 15            | 19            | 14       | 8        | 4        | 12       | 7        |
| 1980/81    | Minnesota North Stars | NHL        | 56            | 26            | 13            | 39            | 58            | 18       | 8        | 8        | 16       | 16       |
|            | Okhlahoma City Stars  | CHL        | 3             | 1             | 0             | 1             | 0             | —        | —        | —        | —        | —        |
| 1981/82    | Minnesota North Stars | NHL        | 69            | 26            | 29            | 55            | 14            | 2        | 0        | 0        | 0        | 2        |
| 1982/83    | Calgary Flames        | NHL        | 45            | 9             | 8             | 17            | 4             | 1        | 0        | 0        | 0        | 0        |
| 1983/84    | Los Angeles Kings     | NHL        | 58            | 8             | 7             | 15            | 13            | —        | —        | —        | —        | —        |
| Celkem NHL | Celkem NHL            | Celkem NHL | 248           | 77            | 64            | 141           | 108           | 35       | 16       | 12       | 28       | 25       |

## Po kariéře
- žije v Minnesotě a živí se jako pilot.

## Zajímavosti
- O olympijském triumfu v Lake Placid 1980 byly natočeny dva filmy, v roce 1981 hrál Christoffa Rick Rockwell a v roce 2004 Scott Johnson.
- byl předlohou pro podobu Hobey Baker Memorial Award, cenu pro nejlepšího hokejistu univerzitní NCAA.